# Afrixalus vibekensis
Afrixalus vibekensis là một loài ếch thuộc họ Hyperoliidae. Nó được khẳng định tồn tại ở hai địa điểm ở Bờ Biển Ngà và một địa điểm ở Ghana, và có thể thấy ở Guinea và Liberia, tuy nhiên cần có các nghiên cứu thêm.
Môi trường sống tự nhiên của chúng là rừng ẩm vùng đất thấp nhiệt đới hoặc cận nhiệt đới và đầm nước ngọt có nước theo mùa.
Chúng hiện đang bị đe dọa vì mất môi trường sống.